# Alfons Metzger
Alfons Metzger (* 21. Juni 1939 in München) ist ein deutscher Verwaltungsjurist.

## Leben
Metzger begann seine Laufbahn nach dem Studium der Rechtswissenschaften in der Inneren Verwaltung. Er arbeitete bei der CSU-Landesgruppe in Bonn und im Bayerischen Staatsministerium des Innern. 1994 wurde er Regierungspräsident der Oberpfalz. Vom 1. Juni 1999 bis 30. Juni 2004 war er Präsident des Bayerischen Obersten Rechnungshofs.
Seit 1960 ist er Mitglied der katholischen Studentenverbindung KDStV Rheno-Franconia München. Zudem war er von 1999 bis 2006 Präsident des Oberpfälzer Kulturbundes, und ist dort heute Ehrenmitglied.

## Ehrungen
- Ehrenmitgliedschaft der Universität Regensburg[3]
- 2004: Verdienstkreuz 1. Klasse der Bundesrepublik Deutschland
- Bayerischer Verdienstorden